# Хімічний завод у Жаррі
Хімічний завод у Жаррі — виробничий майданчик на південному сході Франції, на південних околицях Гренобля.
Хімічний майданчик в Жаррі запустили в 1916 році на замовлення французької держави в межах програми випуску хімічної зброї. Він використовував технологію електролізу хлориду натрію та продукував хлор і каустичну соду. Також випускали хло́рне вапно́ (хло́рка, суміш гіпохлориту кальцію, хлориду кальцію та гідроксиду кальцію), яке було потрібне для нейтралізації хімічної зброї.
З 1919-го заводом володіла Societe des Produits Chimiques et Colorants Francais, проте невдовзі він перейшов до Compagnie Nationale des Matieres Colorantes, а в 1922-му опинився у складі новоствореної La Société d’électrochimie, d'électrométallurgie et des aciéries électriques d'Ugine (SECEMAEU).
В якийсь момент узялись за продукування соляної кислоти (продукт реакції отриманих при електролізі хлору та водню), а в 1940-х додали до асортименту хлорорганічні продукти — хлорований дифеніл та ДДТ.
В 1956-му SECEMAEU разом з відомими хімічними компаніями Progil, Compagnie de Saint-Gobain та Rhone-Poulenc створили спільне підприємство Societe Dauphinoise de Fabrications Chimique (DAUFAC), яке мало зайнятись виготовленням мономеру вінілхлориду. SECEMAEU надавала під цей проект виробничі площі та забезпечувала поставки відпрацьованої соляної кислоти, яка до того використовувалась у процесі хлорування. Поставки такої кислоти також здійснювала Progil зі свого розташованого за кілька кілометрів заводу в Пон-де-Кле. В Жаррі встановили генератор ацетилену, реакцією якого з соляною кислотою і отримували зазначений мономер. В 1960-му випустили 12 тисяч тонн мономеру, а в 1964-му досягнули рівня у 30 тисяч тонн.
З 1965-го поставки базової сировини — хлориду натрію, могли здійснюватись по розсолопроводу Отрів – Пон-де-Кле, який належав власникові майданчика в Пон-де-Кле.
Невдовзі розвиток нафтохімічних технологій надав їм беззаперечну перевагу перед вуглехімічними, тому в 1968-му виробництво мономеру вінілхлориду перевели на технологію, в основі якої лежить етилен. Поставки останнього організували по етиленопроводу Фейзен — Жаррі. Потужність нового виробництва становила 100 тисяч тонн на рік, а споживачами виступали хімічні заводи в Балані, Сен-Фоні (первісно сам випускав мономер по ацетиленовій технології, проте вже у 1972-му зупинив це виробництво), Ле-Пеаж-де-Руссійон (так само спершу мав ацетиленовий шлях виробництва мономеру) та Brignoud. Останній майданчик повинен був отримувати половину всього випуску мономеру та належав компанії Produits Chimiques Ugine Kuhlmann (PCUK), що виникла в 1966-му унаслідок злиття хімічних бізнесів SECEMAEU та Kuhlmann (при цьому вже у 1971-му унаслідок більш масштабного злиття з Pechiney виник концерн Pechiney-Ugine-Kuhlmann, що, втім, не означало ліквідації PCUK).
Виробництво мономеру швидко зростало і вже у 1971-му було можливо продукувати 17 тисяч тонн на місяць. Втім, за десятиліття по тому на тлі загальної кризи французької хімічної промисловості вона пройшла через націоналізацію і в 1983-му PCUK увійшла до новоствореної Atochem, яка належала нафтогазовій Elf-Aquitaine. Того ж року продукування мономеру вінілхлориду в Жаррі припинили.
У 1992-му Atochem перейменували на Elf Atochem, яка в 2000-му стала Atofina, що відображало поглинання Elf-Aquitaine нафтогазовим гігантом Total. Втім, зміни власників не завершились на Atofina і в 2004-му її трансформували в Arkema з метою певного відокремлення від Total та виведення на біржу.
У 2014-му став до ладу новий цех електролізу, який використовує найбільш прийнятну з погляду екології мембранну технологію та може щорічно випускати 70 тисяч тонн хлору.
Наразі завод продукує хлор, каустичну соду, хлорметан (використовується у виробництві силікону), хлорат натрію, перхлорат натрію. При цьому майданчик є провідним виробником пероксиду водню в Європі та може випускати 115 тисяч тонн цієї продукції на рік.
Потужність заводу по хлориметану становила 55 тисяч тонн, а хлометан передусім постачався на завод силіконів компанії Elkem Silicones, що розташований в Бель-Етуаль. В 2020-му оголосили про наміри інвестувати в установку з виробництва хлорводню (саме його реакцією з метанолом отримують хлорметан), що мало зменшити залежність від поставок з майданчика в Пон-де-Кле.
У 2024-му власник заводу в Пон-де-Кле Vencorex потрапив у фінансову скруту. При цьому у випадку припинення роботи Vencorex очікувалось й закриття хімічного заводу в Жаррі, який був технологічно пов'язаний із Пон-де-Кле.